# MEAN (programari)
MEAN, (acrònim de les inicials de MongoDB, Express.js, Angular.js, i Node.js) en ciències de la computació, és una pila de programari codificada en llenguatge JavaScript de codi obert adreçada a desenvolupar pàgines i aplicacions web dinàmiques. MEAN va ser creat per Valeri Karpov qui era un desenvolupador de MongoDB.

## Característiques
MEAN està format pels programaris :
- MongoDB: base de dades del tipus NoSQL.
- Express.js: entorn de treball per a aplicacions web que corre damunt de Node.js.
- Angular.js: és un entorn MVC en JavaScript. (també es pot emprar Ember.js i llavors s'anomena MEEN)
- Node.js: és un entorn d'execució activats per events situat al costat del servidor.